# Llista de fonts i mines de Sant Quirze del Vallès
Aquesta llista de fonts i mines de Sant Quirze del Vallès és un recull incomplet de les fonts naturals i mines que es troben actualment al terme municipal de Sant Quirze del Vallès (el Vallès Occidental):
- Font del Manelic
- Font del Pont
- Mina de Can Feliu
- Font de Can Casablanques
- Font de la Taula Rodona
- Font de Can Camps
- Mina del Prat
- Font del Llorer
- Font de Can Vinyals
- Font de Can Barra
- Font de Can Molins
- Font de Mas Canals
- Mina de Santandreu

- Font d'Òc[cal citació]